# Liste der Baudenkmale in Heiningen (Niedersachsen)
In der Liste der Baudenkmale in Heiningen sind die Baudenkmale der niedersächsischen Gemeinde Heiningen und ihrer Ortsteile aufgelistet. Der Stand der Liste ist der 29. August 2021. Die Quelle der Baudenkmale ist der Denkmalatlas Niedersachsen.

## Allgemein
In den Spalten befinden sich folgende Informationen:
- Lage: die Adresse des Baudenkmales und die geographischen Koordinaten. Kartenansicht, um Koordinaten zu setzen. In der Kartenansicht sind Baudenkmale ohne Koordinaten mit einem roten Marker dargestellt und können in der Karte gesetzt werden. Baudenkmale ohne Bild sind mit einem blauen Marker gekennzeichnet, Baudenkmale mit Bild mit einem grünen Marker.
- Bezeichnung: Bezeichnung des Baudenkmales
- Beschreibung: die Beschreibung des Baudenkmales. Unter § 3 Abs. 2 NDSchG werden Einzeldenkmale und unter § 3 Abs. 3 NDSchG Gruppen baulicher Anlagen und deren Bestandteile ausgewiesen.
- ID: die Objekt-ID des Baudenkmales
- Bild: ein Bild des Baudenkmales, ggf. zusätzlich mit einem Link zu weiteren Fotos des Baudenkmals im Medienarchiv Wikimedia Commons. Wenn man auf das Kamerasymbol klickt, können Fotos zu Baudenkmalen aus dieser Liste hochgeladen werden:

## Heiningen

### Gruppe: Gut Heiningen
Die Gruppe „Gut Heiningen“ hat die ID 33967322.

| Lage                                                       | Bezeichnung              | Beschreibung                                                                                    | ID       | Bild           |
| ---------------------------------------------------------- | ------------------------ | ----------------------------------------------------------------------------------------------- | -------- | -------------- |
| Dorfstraße 52° 4′ 17″ N, 10° 33′ 22″ O                     | Kirche                   | Ehemalige Stiftskirche Peter und Paul                                                           | 34094411 | Weitere Bilder |
| Gutshof 52° 4′ 19″ N, 10° 33′ 19″ O                        | Park                     |                                                                                                 | 34094737 | BW             |
| westlich des Ortes am Oderwald 52° 4′ 27″ N, 10° 32′ 32″ O | Pavillon                 | Monopteros am Waldrand westlich des Ortes, dient bei Bestattungen im Ruheforst als Gedenkplatz. | 34094366 | Weitere Bilder |
| Dorfstraße 1 52° 4′ 15″ N, 10° 33′ 21″ O                   | Pfarrhaus                |                                                                                                 | 34094437 | BW             |
| Guthof 3 52° 4′ 19″ N, 10° 33′ 22″ O                       | Wohnhaus                 |                                                                                                 | 34094489 | BW             |
| Gutshof 2 52° 4′ 19″ N, 10° 33′ 26″ O                      | Herrenhaus               |                                                                                                 | 34094464 | BW             |
| Gutshof 5 52° 4′ 20″ N, 10° 33′ 29″ O                      | Wohnhaus                 |                                                                                                 | 34094564 | BW             |
| Gutshof 6 52° 4′ 20″ N, 10° 33′ 29″ O                      | Wohnhaus                 |                                                                                                 | 34094952 | BW             |
| Gutshof 7 52° 4′ 20″ N, 10° 33′ 30″ O                      | Wohnhaus                 |                                                                                                 | 34094973 | BW             |
| Gutshof 8 52° 4′ 20″ N, 10° 33′ 30″ O                      | Wohnhaus                 |                                                                                                 | 34094995 | BW             |
| Gutshof 9 52° 4′ 20″ N, 10° 33′ 31″ O                      | Wohnhaus                 |                                                                                                 | 34095017 | BW             |
| Gutshof 14 52° 4′ 21″ N, 10° 33′ 31″ O                     | Wohnhaus                 |                                                                                                 | 34094929 | BW             |
| Gutshof 13 52° 4′ 21″ N, 10° 33′ 31″ O                     | Wohnhaus                 |                                                                                                 | 34094612 | BW             |
| Gutshof 16 52° 4′ 21″ N, 10° 33′ 29″ O                     | Mühle                    |                                                                                                 | 34094539 | BW             |
| Gutshof 52° 4′ 22″ N, 10° 33′ 26″ O                        | Scheune                  |                                                                                                 | 34094662 | BW             |
| Gutshof 18 52° 4′ 22″ N, 10° 33′ 25″ O                     | Wirtschaftsgebäude       |                                                                                                 | 34094637 | BW             |
| Gutshof 52° 4′ 22″ N, 10° 33′ 22″ O                        | Taubenturm               |                                                                                                 | 34094687 | BW             |
| Gutshof 52° 4′ 22″ N, 10° 33′ 19″ O                        | Wirtschaftsgebäude       |                                                                                                 | 34094712 | BW             |
| Gutshof 52° 4′ 23″ N, 10° 33′ 17″ O                        | Tor                      |                                                                                                 | 34094783 | BW             |
| Hauptstraße 12 52° 4′ 23″ N, 10° 33′ 18″ O                 | Wohn-/Wirtschaftsgebäude |                                                                                                 | 34094881 | BW             |
| Hauptstraße 12 52° 4′ 24″ N, 10° 33′ 18″ O                 | Wohnhaus                 |                                                                                                 | 34094856 | BW             |
| Hauptstraße 13 52° 4′ 25″ N, 10° 33′ 18″ O                 | Wohnhaus                 |                                                                                                 | 34094905 | BW             |

### Gruppe: Kriegsgräberstätte Heiningen
Die Gruppe „Kriegsgräberstätte Heiningen“ hat die ID 33967340.

| Lage                              | Bezeichnung        | Beschreibung | ID       | Bild           |
| --------------------------------- | ------------------ | ------------ | -------- | -------------- |
| L 512 52° 4′ 19″ N, 10° 32′ 22″ O | Kriegsgräberstätte |              | 34094344 | Weitere Bilder |

### Einzelbaudenkmale
| Lage                                     | Bezeichnung              | Beschreibung     | ID       | Bild |
| ---------------------------------------- | ------------------------ | ---------------- | -------- | ---- |
| Dorfstraße 52° 4′ 14″ N, 10° 33′ 20″ O   | Kapelle                  |                  | 34094388 | BW   |
| Dorfstraße 4 52° 4′ 13″ N, 10° 33′ 24″ O | Wohn-/Wirtschaftsgebäude |                  | 34094320 | BW   |
| Dorfstraße 4 52° 4′ 13″ N, 10° 33′ 24″ O | Keller                   |                  | 34095075 | BW   |
| Hauptstraße 52° 4′ 2″ N, 10° 33′ 19″ O   | Kapelle                  | Friedhofskapelle | 34094808 | BW   |